# Helios (avion)

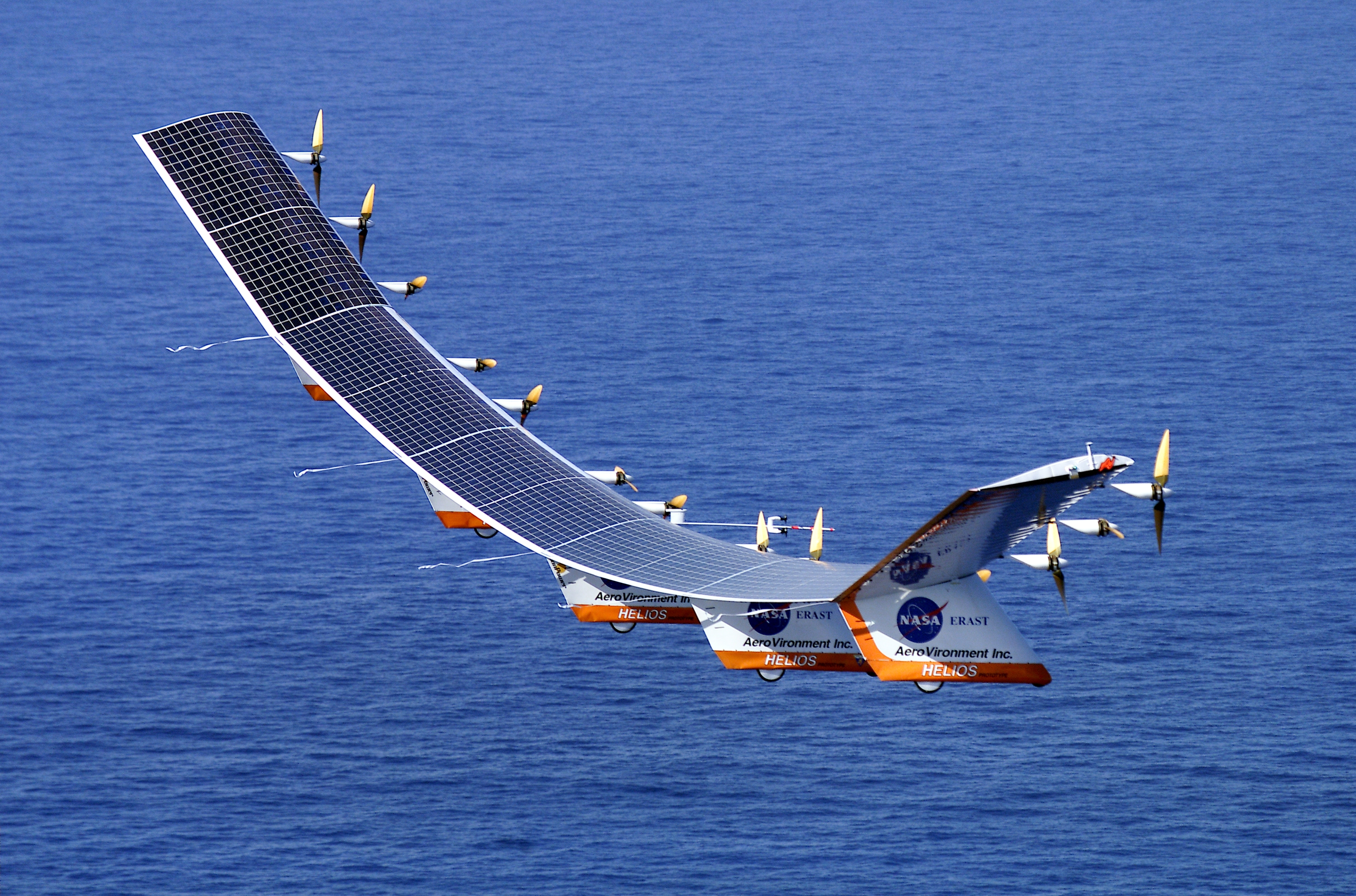
Hélios en vol.

Hélios était un prototype d'avion solaire de la NASA, ayant effectué son premier vol en 1999.

## Caractéristiques
Il a une envergure de plus de 75 mètres (soit plus qu’un Boeing 747) pour un poids d'à peine 800 kg, Hélios était constitué de 6 tronçons d’aile séparés par cinq nacelles faisant office de train d’atterrissage. Un réseau de 180 m2 de panneaux solaires délivrant une puissance de 35 kW alimentait les 14 moteurs électriques nécessaires à sa propulsion.
Les ailes de l'avion sont composées de carbone, d'époxy et de Kevlar sur lesquels sont installés les panneaux solaires. Le prototype peut voler entre 30 km/h et 45 km/h.

## La vie d'Hélios
Deux ans après son vol record à 32 km d’altitude, le prototype d’avion solaire de la NASA s’est écrasé lors d’un nouveau test mené à Hawaii, sur l’île de Kauai. Helios est un avion sans pilote formé d’une très grande aile de 75 mètres, parsemée d’hélices et équipée de 14 petits moteurs alimentés par l’énergie solaire.
En août 2001, un précédent prototype avait frôlé l’objectif visé des 100 000 pieds. Il avait atteint la hauteur de 96 863 pieds (près de 32 km) à la vitesse de 30 à 50 km/h. Mais cette semaine, jeudi 26 juin, le test s’est brutalement interrompu lorsque l’avion solaire s’est cassé et s’est écrasé, alors qu’il volait à 8 000 pieds. La cause de l’incident est encore inconnue, une commission d’enquête a été nommée.
Ce test devait préparer un vol de deux jours programmé le mois prochain par les responsables du projet, au Dryden Flight Research Center. Au-delà de ce prototype d’avion solaire, la NASA veut mettre au point une nouvelle sorte de satellites de communication ou d’observation capables de séjourner plusieurs mois à très haute altitude mais beaucoup moins coûteux que les satellites envoyés en orbite autour de la Terre. 